# Polizzi Generosa
Polizzi Generosa – miejscowość i gmina we Włoszech, w regionie Sycylia, w prowincji Palermo.
Według danych na rok 2004 gminę zamieszkiwały 4142 osoby, 30,9 os./km².